# Religion in Berlin

Religionen in Berlin (Stand: 2017)

Das Bild der Religionen in Berlin ist vielgestaltig und von großer Pluralität unterschiedlicher Religions- und Weltanschauungsgemeinschaften geprägt. Schätzungen gehen davon aus, dass im Jahr 2015 über 250 Religions- bzw. Weltanschauungsgemeinschaften in Berlin aktiv waren.
Von den rund 3,7 Millionen Berlinern waren 2024 etwa 11 % evangelisch, 7 % katholisch und 82 % gehörten anderen Konfessionen und Glaubensgemeinschaften an oder waren konfessionslos. Dreiviertel aller Berliner haben eine säkulare Lebensauffassung (Stand 2016).

## Geschichte

### 500–1200
Das Gebiet des heutigen Berlin-Brandenburg war vor dem Jahr 1200 weitreichend von slawischen Stämmen besiedelt. Über die mythischen Vorstellungen und die sich darin widerspiegelnde Weltanschauung der Bewohner lässt sich kein deutliches Gesamtbild zeichnen, da eine zusammenhängende schriftliche Überlieferung der Stämme fehlt.

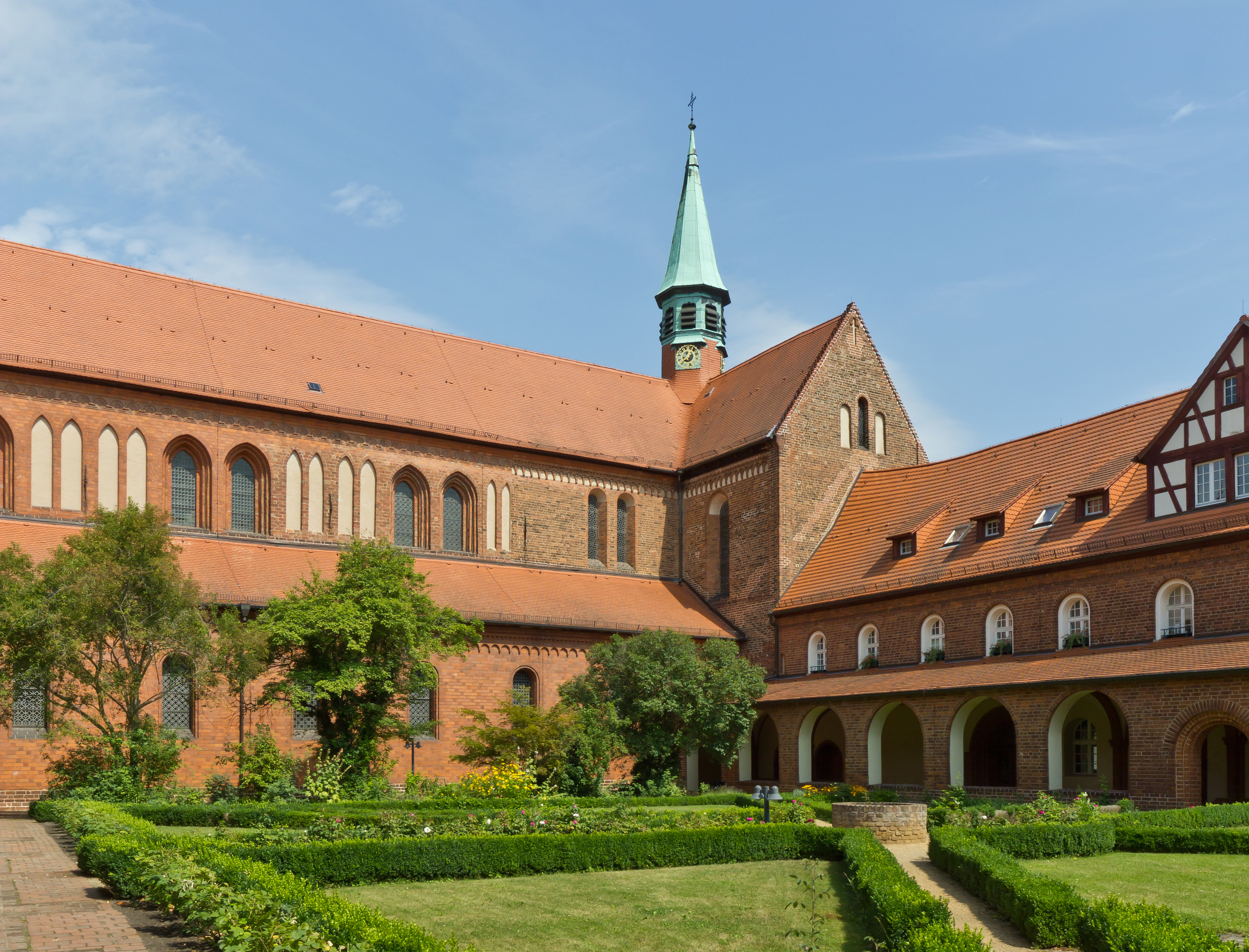
Kloster Lehnin, gegründet 1180 in der Mark Brandenburg

Die ursprüngliche Religion der Slawen war derjenigen anderer früher indogermanischer Völker ähnlich. In den Naturerscheinungen, besonders den Phänomenen des Himmels, sahen die Slawen wirkliche Wesen, die sie sich mit Denken und Empfinden ausgestattet vorstellten.
Erst mit der Eroberung des Gebiets 1157 durch Albrecht den Bären wurde die territoriale Grundlage für neue Besiedlungen geschaffen. So wurde im Jahr 1180 aus wirtschaftlichen, machtpolitischen und religiösen Erwägungen heraus das Kloster Lehnin gegründet. Die katholische Zisterzienserabtei befand sich 70 Kilometer südwestlich von Berlin und war maßgeblich an der Verbreitung der Schriftkultur in der Region beteiligt.
Die Konsolidierung des neuen Gebiets Mark Brandenburg mit seiner slawischen Bevölkerung erreichten die herrschenden Askanier durch eine Doppelstrategie. Zum einen riefen sie christliche Siedler, beispielsweise aus Flandern, in das Land, die schnell ein Gegengewicht zur „heidnischen“ slawischen Bevölkerung bildeten. Zum anderen holten sie mit der Klostergründung der Zisterzienser besonders tatkräftige Christen in die Mark Brandenburg, deren wirtschaftlich erfolgreiche Tätigkeit sehr bald Vorbildfunktion gewann.
Bei der schrittweisen Erweiterung nach Osten über die Flusslinie Havel-Nuthe, das Berliner Urstromtal und den Barnim flankierten die Mönche mit der Christianisierung der verbliebenen Slawen und mit ihren Kirchenbauten die askanische Siedlungspolitik.

### 1200–1500

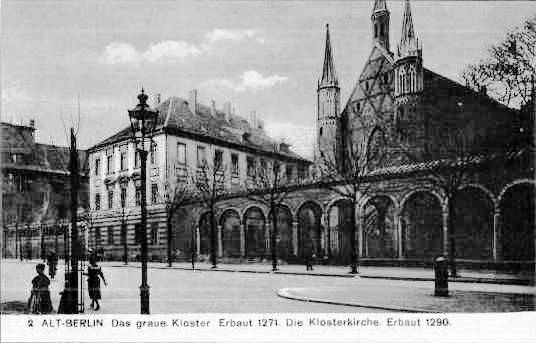
Graues Kloster in Berlin um 1910

Der Franziskanerorden, eine christliche Ordensgemeinschaft, hatte ebenfalls einen Anteil an der deutschen Besiedlung der Gebiete zwischen Elbe und Oder. Eine der ersten Niederlassungen des Ordens im Berliner Raum, das Graue Kloster, gab es mutmaßlich bereits vor 1250.
Das zur katholischen Kirche gehörende Benediktinerinnenkloster Spandau wurde 1239 von den askanischen Markgrafen Johann I. von Brandenburg und Otto III. dem Frommen gegründet, um „ein religiöses und kulturelles Zentrum für die Mittelmark zu schaffen“.
Bewohner jüdischen Glaubens in Berlin wurden im 13. Jahrhundert erstmals schriftlich erwähnt, wie auch das 1297 dokumentierte Dominikanerkloster Cölln. Ab 1536 wurde das Kloster von Kurfürst Joachim II. zur Hof- und Domkirche der Hohenzollern ausgebaut.

### 1500–1900
Die Residenzstadt Berlin-Cölln des Kurfürstentums Brandenburg zählte nach 1517 vermutlich nicht zu den frühen Zentren der Reformation in der Mark Brandenburg. Vor 1539 gibt es keine überlieferten Nachweise für die Verbreitung reformatorischen Gedankenguts unter der Stadtbevölkerung oder den ansässigen Herrschern. Erst aus dem Frühjahr 1539, als Bürgerschaft und Magistrat der Stadt Berlin um die kurfürstliche Erlaubnis einer österlichen Abendmahlsfeier mit Brot und Wein nachsuchten, ist ein eindeutiger Beleg bekannt. Im gleichen Jahr führte Kurfürst Joachim II. die Reformation in Berlin ein. Zahlreiche katholische Klosteranlagen in der Region wurden infolgedessen aufgelöst. Die Besitztümer der Klöster wurden zumeist säkularisiert.

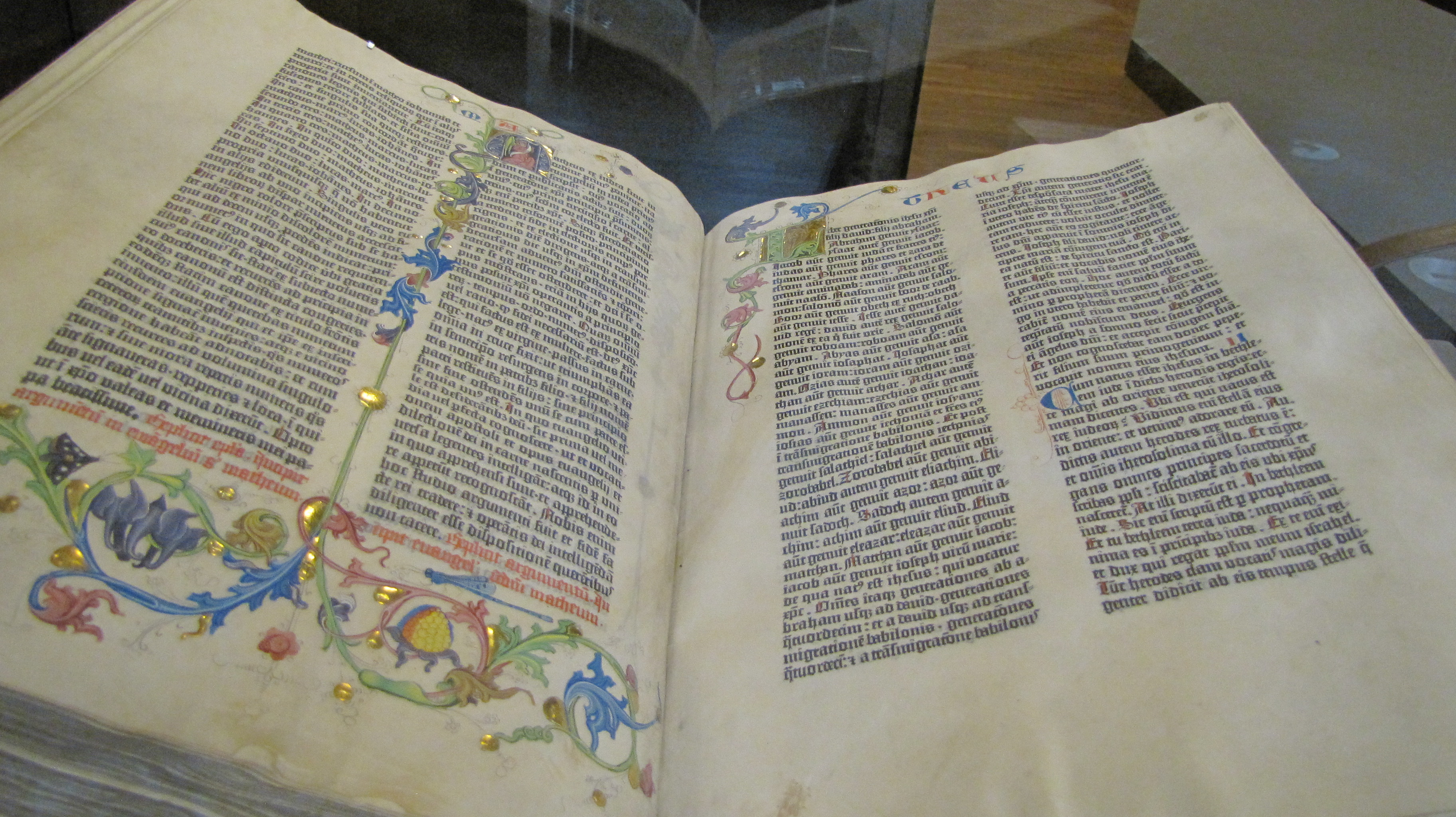
Gutenberg-Bibel (um 1455 erstellt) der Staatsbibliothek Berlin, eines von weltweit 49 bekannten Exemplaren

Die im Jahr 1613 vollzogene Konversion von Kurfürst Johann Sigismund und seines Hofes vom lutherischen zum reformierten Bekenntnis führte zu langanhaltenden konfessionellen Spannungen mit der überwiegend lutherisch geprägten Bevölkerung Berlins.
Zur Annäherung der beiden protestantischen Konfessionen in Brandenburg fand 1662–1663 das Berliner Religionsgespräch statt. Der erste Kirchenneubau für die Anhänger der reformierten Kirche war die 1695 erbaute Parochialkirche.
Die faktische Bikonfessionalität der Stadt mit einer lutherischen und einer reformierten Bevölkerung wurde bewirkt, nachdem Kurfürst Friedrich Wilhelm (1620–1688) mit dem Edikt von Potsdam 1685 die in Frankreich verfolgten Hugenotten nach Brandenburg einlud. Unter den 20.000 reformierten Glaubensflüchtlingen, die damals der Einladung folgten, ließen sich allein 6.000 in Berlin nieder. Die Berliner Hugenottengemeinde ließ die Französische Friedrichstadtkirche errichten und 1705 einweihen.
Die Koexistenz beider Konfessionen wurde mit der von König Friedrich Wilhelm III. mit gleichzeitiger Wirkung in Potsdam und Berlin 1817 eingeführten Union kirchenrechtlich besiegelt.
Die St.-Thomas-Kirche im heutigen Kreuzberg wurde zur Zeit ihrer Erbauung 1869 mit 3000 Plätzen der größte Sakralbau Berlins. Die St.-Thomas-Gemeinde mit etwa 150.000 Mitgliedern entwickelte sich zu einer der größten evangelischen Gemeinden der Welt.

### 1900 bis zur Gegenwart

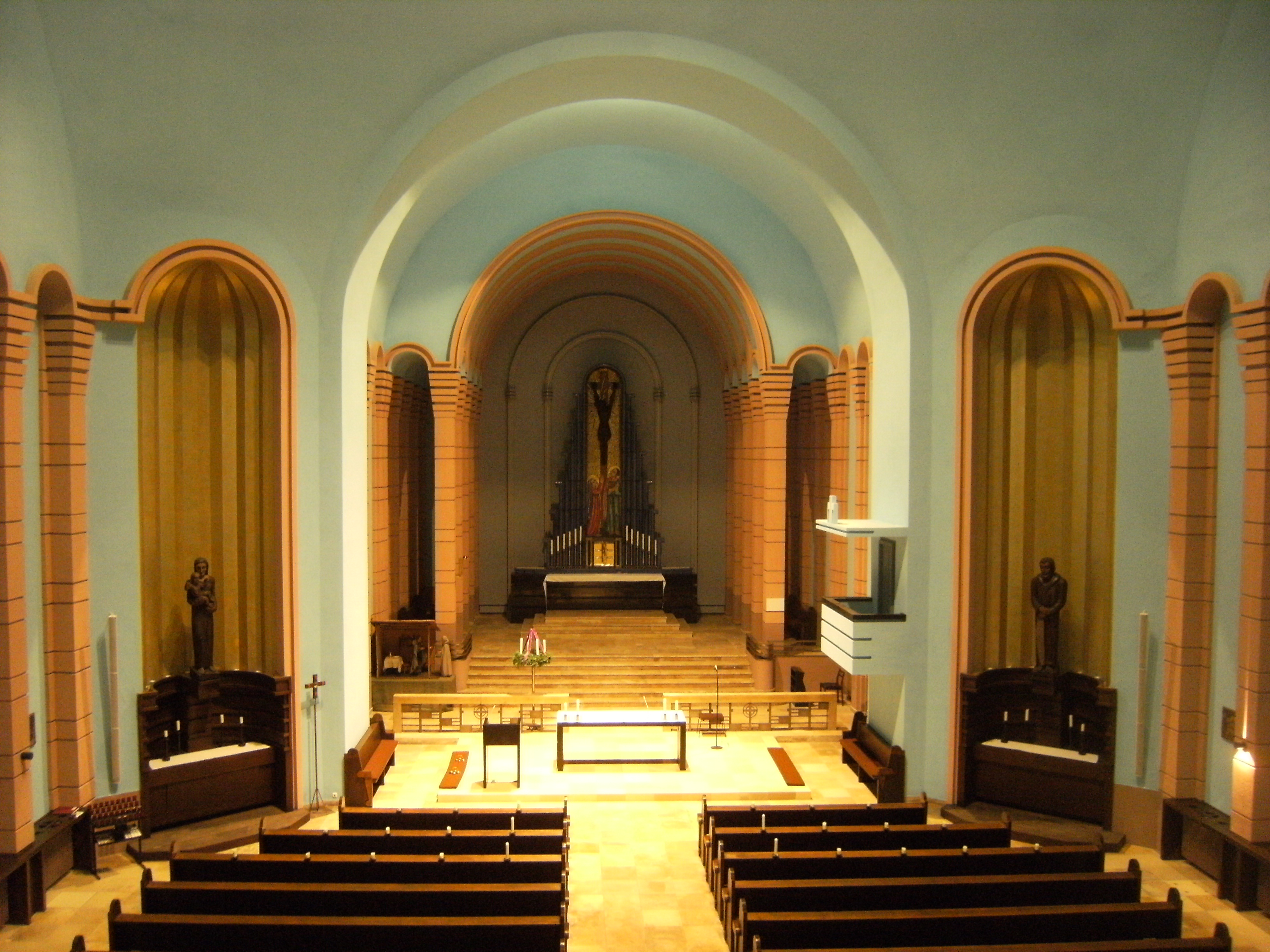
Kirchenraum in Berlin, erbaut 1928

Sowohl eine Ausgabe der Gutenberg-Bibel als auch eine hebräische Bibel aus dem Nachlass des Reformators Martin Luther, die heute Teil des UNESCO-Weltdokumentenerbes sind, befinden sich seit mehr als 350 Jahren im Besitz von Berliner Bibliotheken.
2024 sind 12 % der Berliner Bevölkerung Protestanten, 10 % sind Muslime, etwa 7 % sind Katholiken und 0,3 % sind Juden. Weit mehr als die Hälfte der Einwohner ist konfessionslos.

## Konfessionsstatistik

### Zugehörigkeit zu Religionsgemeinschaften
Das Land Berlin war 2022 eines von zehn deutschen Bundesländern, in denen der Anteil der beiden großen Kirchen an der Einwohnerzahl unter 50 % liegt. Dies waren außer Berlin die fünf östlichen Länder, drei nördliche Länder (Hamburg seit 1995, Bremen seit 2014 und Schleswig-Holstein seit 2019) und Hessen seit 2022.
Mit Stand Dezember 2024 waren 11,5 % der Einwohner evangelisch, 6,8 % katholisch und 81,7 % gehörten einer sonstigen Glaubensgemeinschaft an oder waren konfessionslos. Im Stadtzentrum und in den östlichen Bezirken der Stadt, die ehemals zur DDR gehörten, ist der Anteil christlich gebundener Personen besonders niedrig.
| Bezirk                     | evangelisch | römisch-katholisch | sonstige bzw. keine Religionszugehörigkeit | Insgesamt |
| -------------------------- | ----------- | ------------------ | ------------------------------------------ | --------- |
| Steglitz-Zehlendorf        | 20,2        | 09,9               | 70,0                                       | 100       |
| Reinickendorf              | 16,6        | 08,3               | 75,1                                       | 100       |
| Spandau                    | 15,5        | 08,1               | 76,4                                       | 100       |
| Tempelhof-Schöneberg       | 15,1        | 08,1               | 76,8                                       | 100       |
| Charlottenburg-Wilmersdorf | 13,9        | 09,3               | 76,8                                       | 100       |
| Neukölln                   | 11,8        | 07,2               | 81,0                                       | 100       |
| Pankow                     | 09,5        | 05,5               | 85,0                                       | 100       |
| Mitte                      | 08,9        | 07,1               | 83,9                                       | 100       |
| Friedrichshain-Kreuzberg   | 08,3        | 05,8               | 85,9                                       | 100       |
| Treptow-Köpenick           | 07,8        | 04,0               | 88,1                                       | 100       |
| Lichtenberg                | 05,7        | 03,8               | 90,5                                       | 100       |
| Marzahn-Hellersdorf        | 05,7        | 03,4               | 90,9                                       | 100       |
| Berlin insgesamt           | 11,5        | 06,8               | 81,7                                       | 100       |

Beim Zensus 2011 wurde ermittelt, dass 21,5 % der Berliner Bevölkerung der evangelischen Landeskirche angehörten, 9,5 % der römisch-katholischen Kirche und 69,0 % gehörten sonstigen oder keiner Glaubensgemeinschaft an.
Über die Zahl der in Berlin lebenden Muslime liegen keine genauen Angaben vor. Die Zugehörigkeit zum Islam ist statistisch nicht exakt zu erheben, da in der Bundesrepublik Deutschland keine Pflicht zur Angabe der Religionszugehörigkeit besteht und so weder der islamische Glauben noch die Mitgliedschaft in islamischen Gemeinden behördlicherseits systematisch erfasst wird.
Nach einer Berechnung aus den Zensuszahlen für Personen mit Migrationshintergrund lag der Bevölkerungsanteil der Muslime in Berlin im Jahr 2011 bei 7,6 % (rund 249.200 Personen), nahe bei der vom Statistischen Landesamt für 2009 veröffentlichten Zahl (rund 249.000), wohingegen die BAMF-Studie Muslimisches Leben in Deutschland von rund 279.800 Muslimen in Berlin im Jahr 2008 ausging (6,9 % von rund 4.055.100 Muslimen in der Bundesrepublik Deutschland).

### Kirchenbauten
Im Jahr 2017 gab es 404 Kirchen in der Stadt. Davon waren 295 evangelisch, 106 katholisch und drei russisch-orthodox. Seit 1980 wurden in der Stadt mehr als zehn katholische Kirchengebäude profaniert und mindestens acht evangelische Kirchenbauten entwidmet.

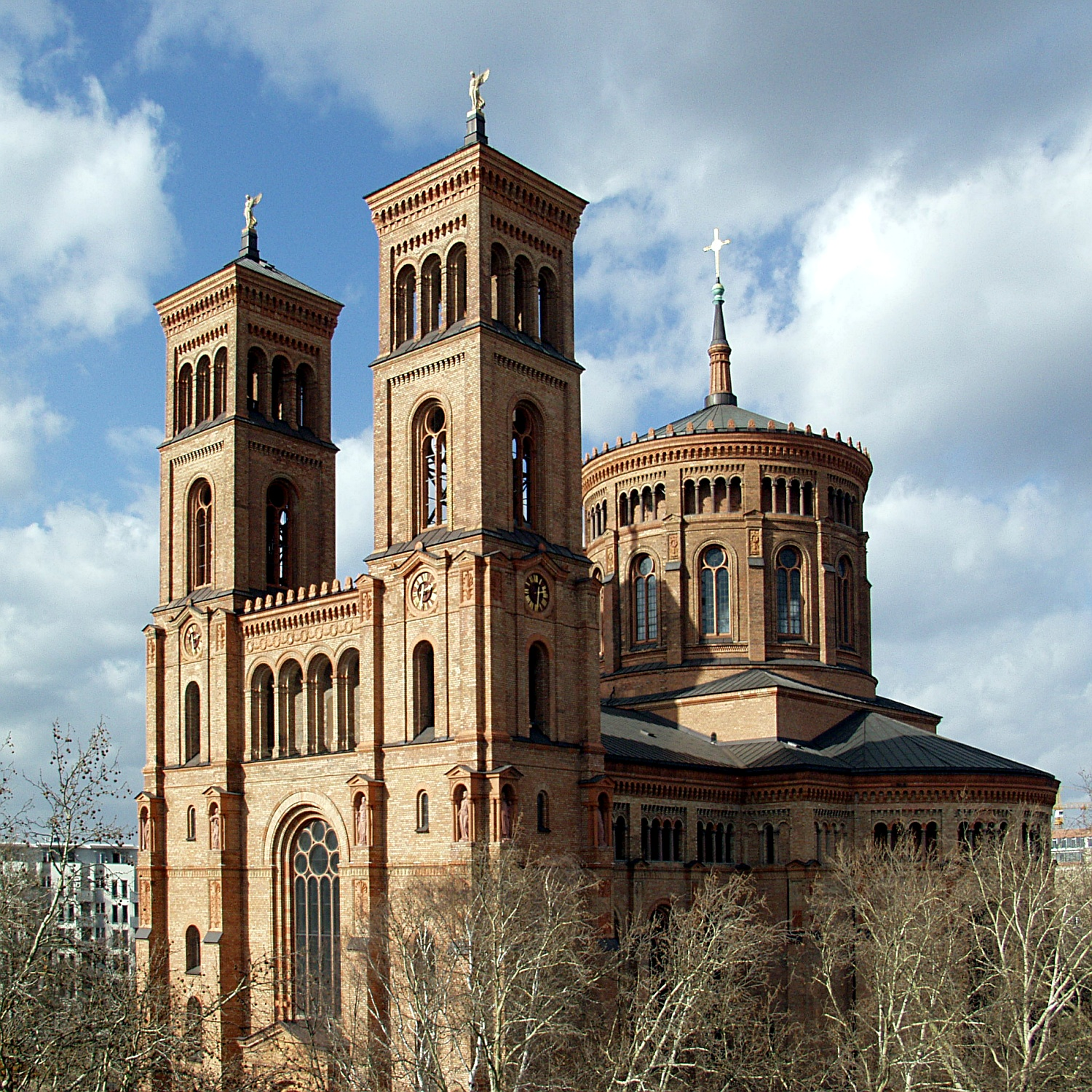
St.-Thomas-Kirche (Kreuzberg)
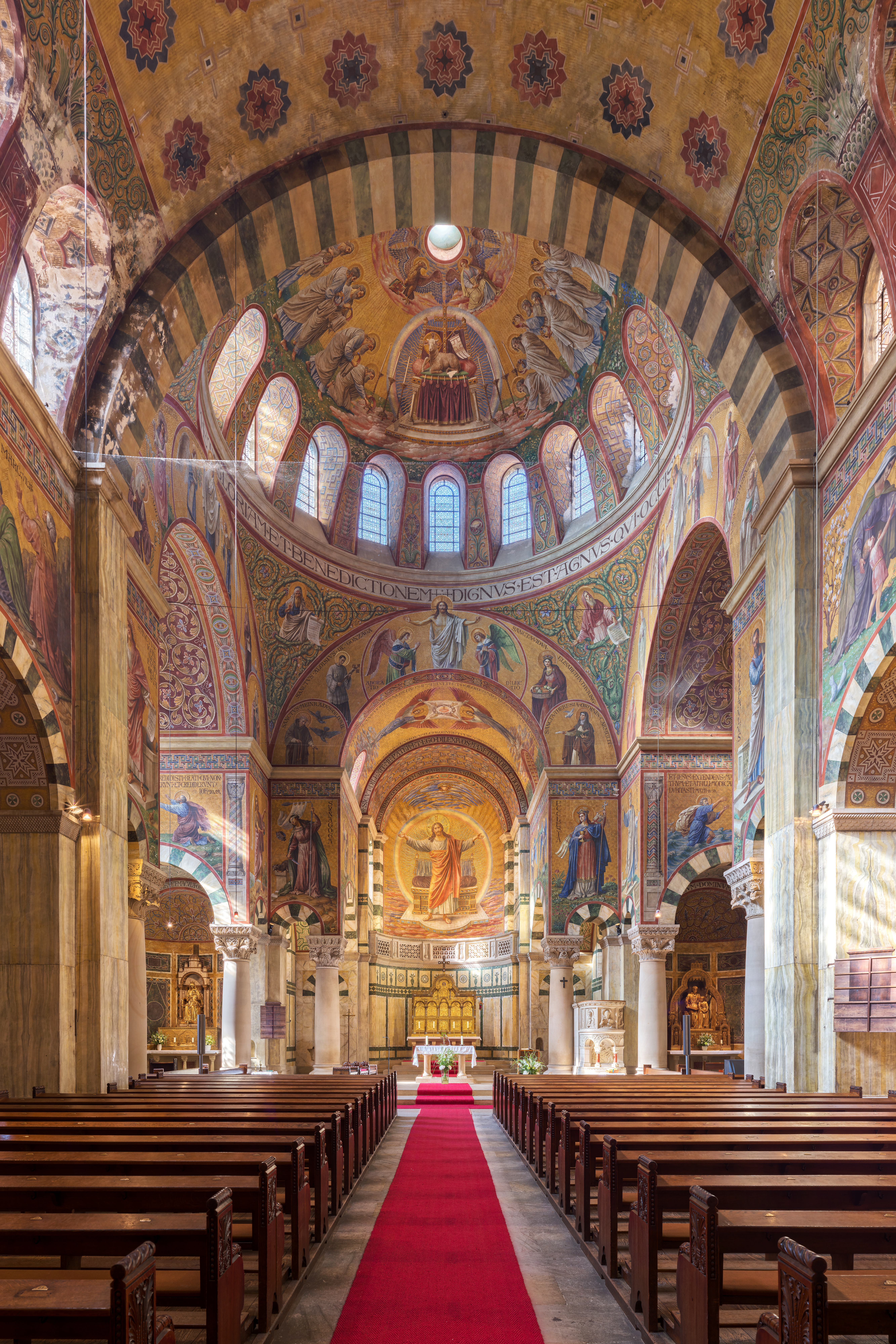
Herz-Jesu-Kirche (Prenzlauer Berg)
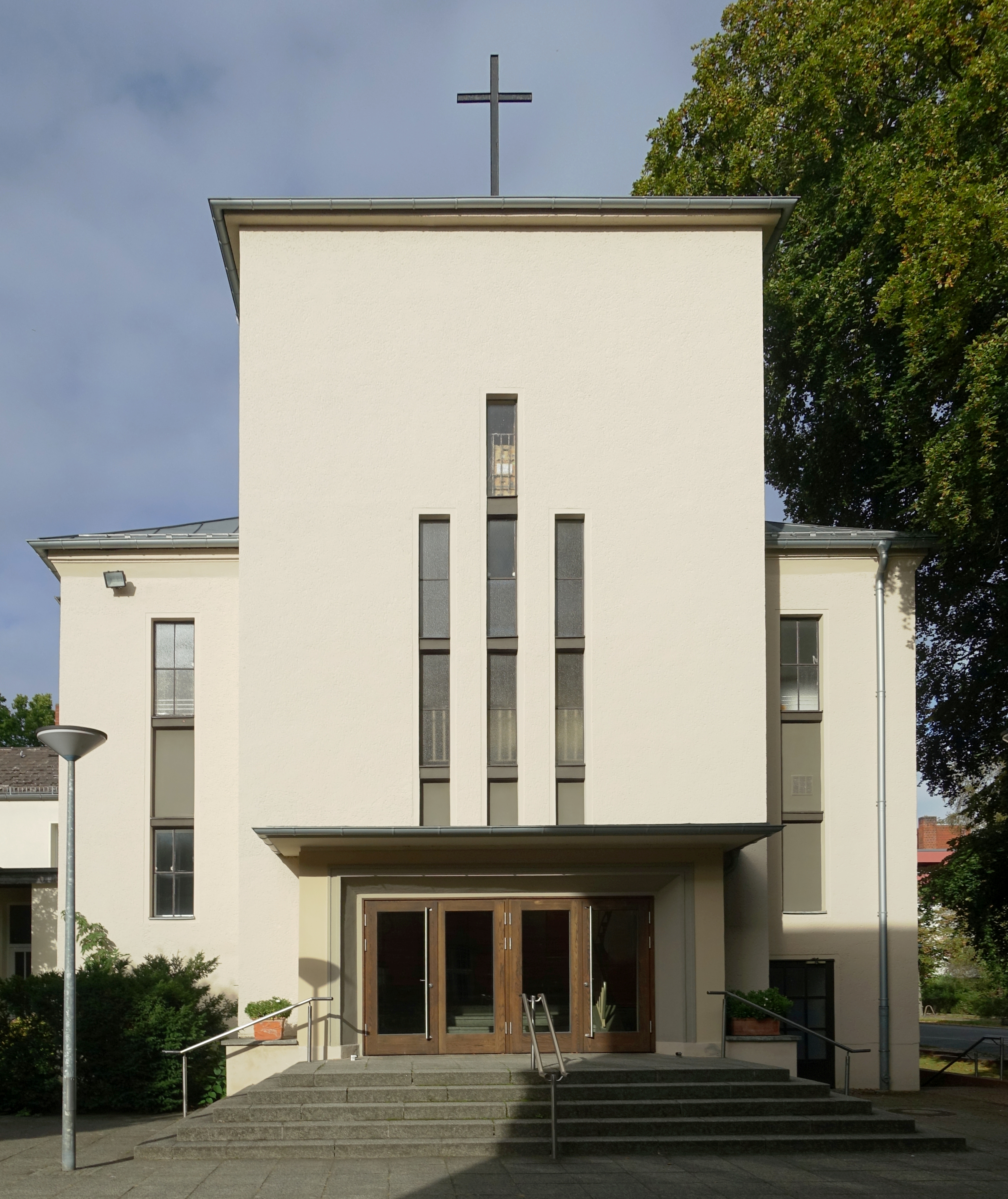
Baptistenkirche (Steglitz)
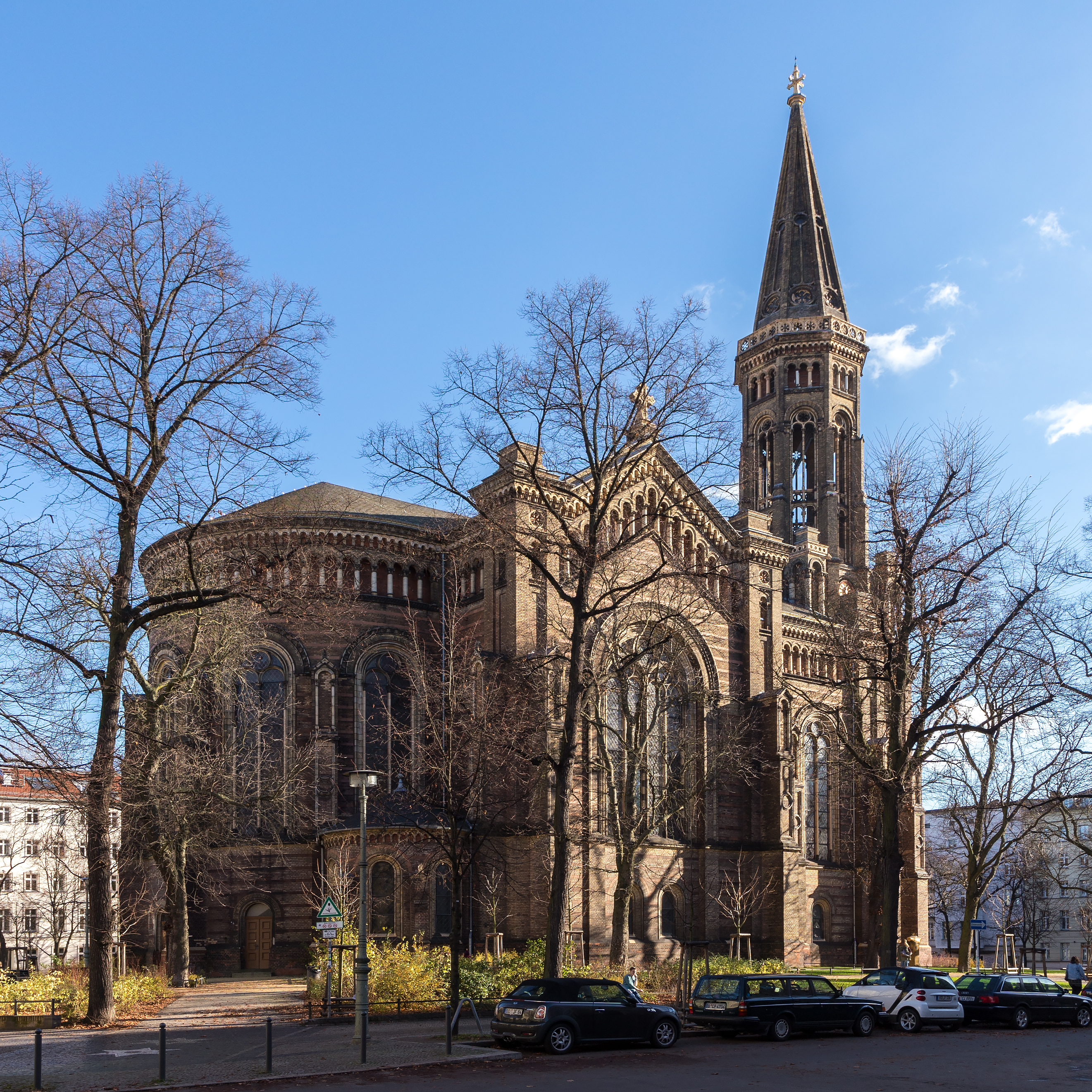
Zionskirche (Mitte)
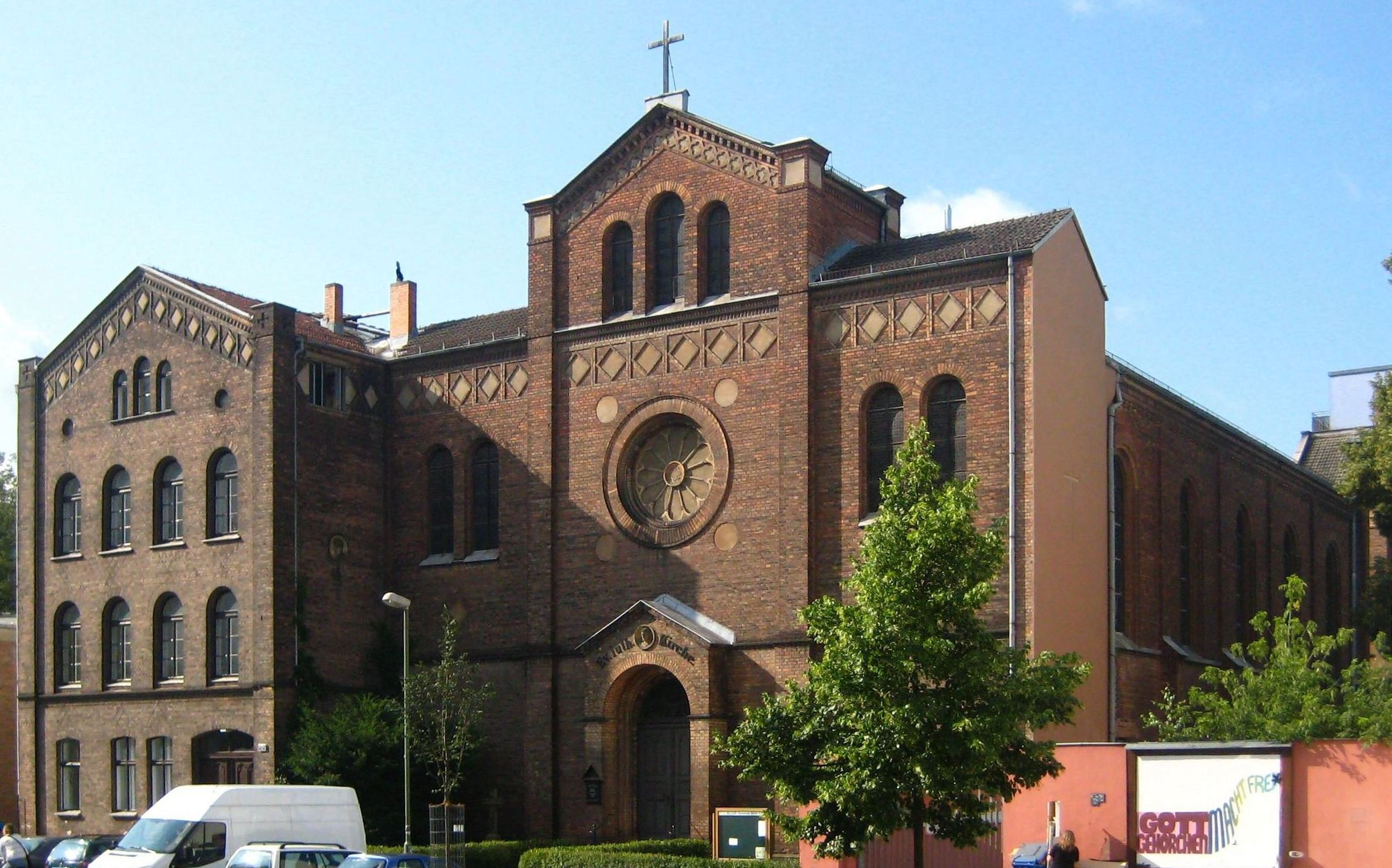
Evangelisch-Lutherische Kirche (Mitte)

## Christentum

### Evangelisch-lutherische und -reformierte Kirchen
Die Evangelische Kirche Berlin-Brandenburg-schlesische Oberlausitz (EKBO) mit Sitz in Berlin ist eine von 20 Gliedkirchen (Landeskirchen) der Evangelischen Kirche in Deutschland (EKD). Ihre derzeit gültige Grundordnung wurde 2004 in Kraft gesetzt. Sie ist eine Körperschaft des öffentlichen Rechts. Die Landeskirche fungiert als unierte Kirche, es besteht also eine Union zwischen lutherischem und reformiertem Bekenntnis. Die evangelisch-reformierten Gemeinden der Landeskirche bilden einen gemeinsamen Reformierten Kirchenkreis Berlin-Brandenburg.

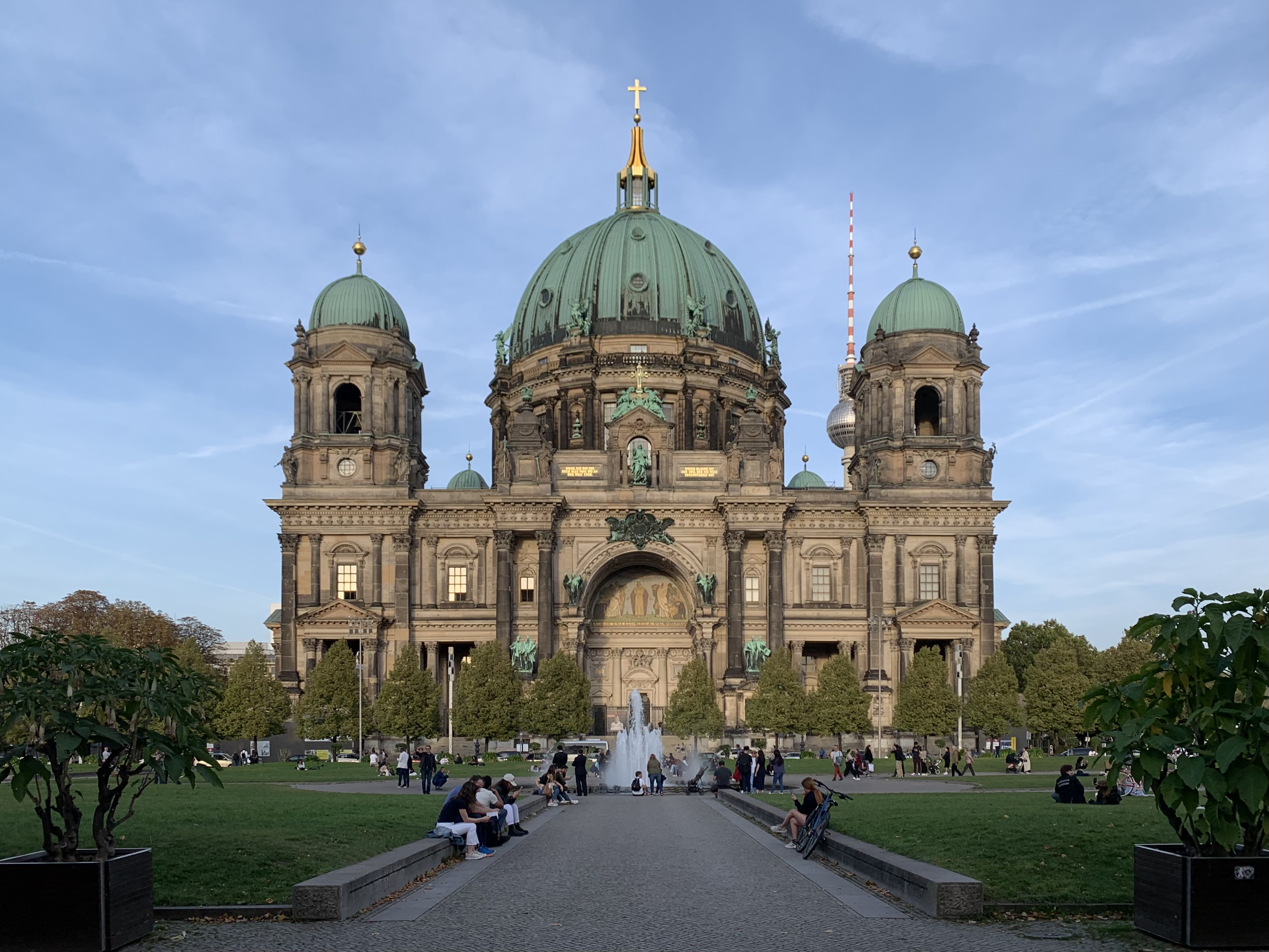
Berliner Dom, 2023

Die geistliche und administrative Leitung der Landeskirche hat der Bischof der Evangelischen Kirche Berlin-Brandenburg-schlesische Oberlausitz inne. Haupt- und Predigtkirche des Bischofs der EKBO ist die St.-Marien-Kirche in Berlin-Mitte. Regelmäßige Predigten hält der Bischof auch in der Kaiser-Wilhelm-Gedächtniskirche und im Berliner Dom, der unter gemeinsamer Aufsicht der Union Evangelischer Kirchen steht.
Die EKBO nahm im Jahr 2019 rund 250 Millionen Euro an Kirchensteuern ein. An Staatsleistungen bekam sie zusätzlich etwa 21 Millionen Euro, davon 7,7 Millionen vom Land Berlin, 11,5 Millionen vom Land Brandenburg und um die 2 Millionen vom Land Sachsen. Der Gesamthaushalt der EKBO betrug im selben Jahr etwa 410 Millionen Euro.
Die Selbständige Evangelisch-Lutherische Kirche, die im Stadtgebiet mit acht Kirchengemeinden vertreten ist, ging zumeist aus der 1830 entstandenen Evangelisch-lutherischen Kirche hervor. Diese Kirchengemeinden gehören zum Kirchenbezirk Berlin-Brandenburg, der von Superintendent Peter Brückmann in Wedding geleitet wird.
2017 wurde Berlin der Ehrentitel „Reformationsstadt Europas“ durch die Gemeinschaft Evangelischer Kirchen in Europa verliehen. Die Diakonie Deutschland, ein Wohlfahrtsverband der EKD mit Sitz in Berlin, beschäftigt in der Bundesrepublik rund 600.000 hauptamtliche und weitere rund 700.000 ehrenamtliche Mitarbeiter (Stand: 2018).
2019 hatten die evangelischen Kirchen in Berlin sonntags im Jahresdurchschnitt insgesamt 13.605 Kirchenbesucher.
Evangelische Auslandsgemeinden
In Berlin bestehen auch evangelisch-lutherische Auslandsgemeinden der dänischen (Christianskirken), schwedischen (Schwedische Kirche), finnischen und niederländischen Kirche.

### Evangelische Freikirchen
In Berlin sind mehrere ev. Freikirchen vertreten, zu nennen sind u. a. Adventisten, Freie ev. Gemeinden, Pfingstgemeinden und die Heilsarmee. Die Berliner Herrnhuter Brüdergemeine geht auf die 1737 von protestantischen Religionsflüchtlingen aus Böhmen (Böhmische Brüder) gegründete Siedlung Böhmisch-Rixdorf im heutigen Berlin-Neukölln zurück. Die Baptisten gibt es in Berlin bereits seit der Mitte des 19. Jahrhunderts, mit ihren 36 Gemeinden bilden sie die größte Freikirche der Stadt. Die älteste Berliner Mennonitengemeinde besteht seit 1887, Gemeindezentrum ist das Menno-Heim, daneben gibt es auch jüngere men. Gemeinden. Die Unitarische Kirche in Berlin wurde 1948 von Hansgeorg Remus gegründet.

### Anglikaner und Altkatholiken
Die anglikanische Gemeinschaft in Berlin hat eine Gemeinde in Berlin-Westend. Diese sogenannte „chaplaincy“ gehört zur Church of England, aber ihre Mitgliederschaft ist international. Ihre Kirche, die Saint George’s Anglican Church, befindet sich in der Preußenallee, Berlin-Westend. Sonntag abends zelebriert die Gemeinde außerdem Gottesdienste in der Marienkirche, neben Alexanderplatz.
In Berlin gibt es eine altkatholische Gemeinde, die bis 2023 eine Hauskirche in Wilmersdorf besaß und seit dem 1. Oktober 2023 einen Kooperationsvertrag mit der evangelischen Gemeinde Alt-Schöneberg hat, wonach sie ihre Gottesdienste jetzt in der Dorfkirche halten und ein eigenes Gemeindezentrum haben.
Die alt-katholische und anglikanische Gemeinden stehen in Kirchengemeinschaft und feiern oft gemeinsame Gottesdienste.

### Römisch-katholische Kirche

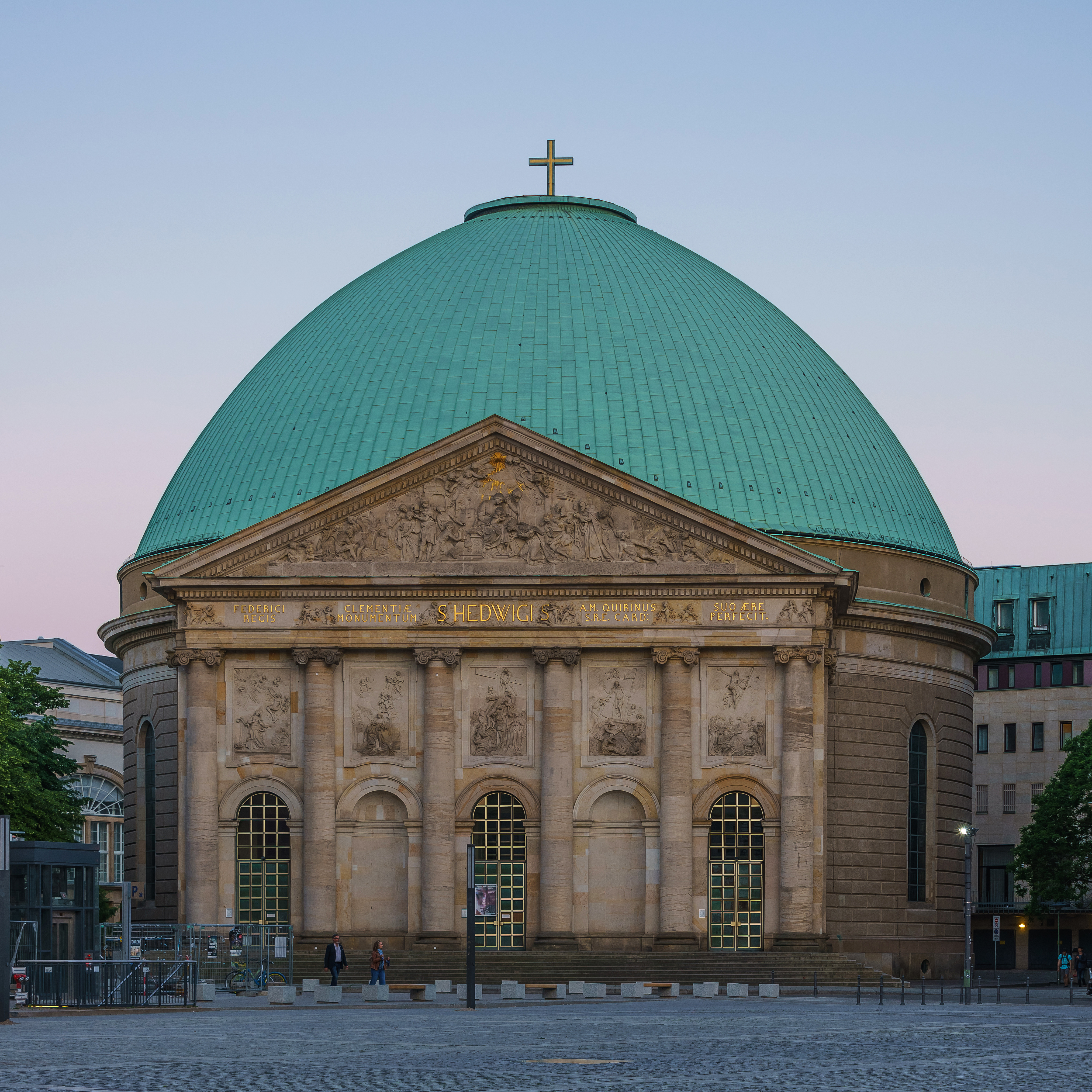
St.-Hedwigs-Kathedrale

Das Erzbistum Berlin ist die römisch-katholische Erzdiözese im Nordosten Deutschlands. 1994 wurde das Bistum Berlin von Papst Johannes Paul II. durch die apostolische Konstitution Certiori christifidelium zum Erzbistum erhoben. Das Erzbistum gehört zur Kirchenprovinz Berlin.
Bischofssitz ist die St.-Hedwigs-Kathedrale in Berlin-Mitte. Heiner Koch wurde 2015 Erzbischof und Metropolit der Kirchenprovinz Berlin. Der katholische Elisabeth Vinzenz Verbund mit seinem Standort in Berlin ist Träger zahlreicher Kliniken und Bildungseinrichtungen. U. a. gehört das auf Geburten spezialisierte St. Joseph-Krankenhaus dazu.
2019 hatten die katholischen Kirchen in Berlin sonntags im Jahresdurchschnitt 30.105 Kirchenbesucher.

### Orthodoxe Kirchen

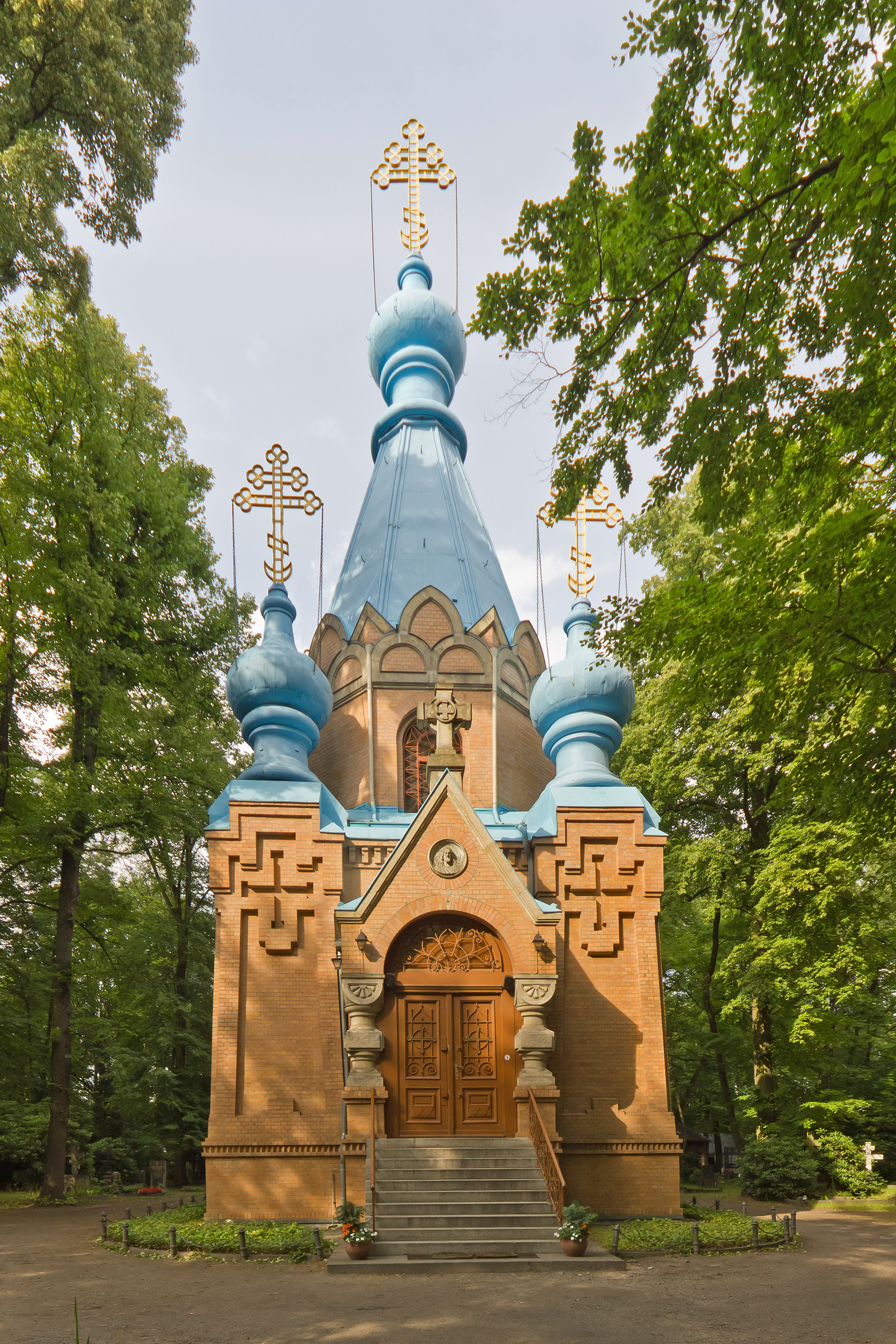
St.-Konstantin-und-Helena-Kirche

Die deutsche Eparchie der Russischen Orthodoxen Kirche hat ihren Bischofssitz seit 1992 in Berlin-Karlshorst. Die Berliner Diözese betreute im Jahr 2015 etwa 190.000 getaufte russisch-orthodoxe Christen in Deutschland. Etwa 15.000 davon leben in Berlin.
Die Griechisch-Orthodoxe Kirchengemeinde „Christi Himmelfahrt“ zu Berlin ist ein Sprengel der Griechisch-Orthodoxen Metropolie von Deutschland, Exarchat von Zentraleuropa, welche dem Ökumenischen Patriarchat von Konstantinopel untersteht. Sie nimmt sich der über 10.000 griechisch-orthodoxen Gläubigen an, die in Berlin und der näheren Umgebung leben. Darüber hinaus werden die in Brandenburg, Mecklenburg-Vorpommern, Sachsen und Sachsen-Anhalt lebenden griechisch-orthodoxen Gläubigen von Berlin aus pastoral betreut.
Zur serbisch-orthodoxen Eparchie von Düsseldorf und ganz Deutschland zählen 2017 etwa 12.000 Gläubige in Berlin.
Die Bulgarisch-orthodoxe Diözese von West- und Mitteleuropa ist eine Auslandsdiözese der bulgarisch-orthodoxen Kirche. Ihr Sitz ist seit 1994 in Berlin. Die Diözese umfasst Gemeinden in Ungarn, Österreich, Belgien, Deutschland, Frankreich, England, Schweden, Norwegen, Spanien, Portugal und Kroatien. Etwa 1000 Gläubige werden in Berlin betreut. Weitere altorientalische Nationalkirchen sind ebenfalls mit Gemeinden vertreten.

### Weitere Kirchen
Die Neuapostolischen Kirche ist mit 22 Gemeinden vertreten (2024). Es gibt sechs Gemeinden der Kirche Jesu Christi der Heiligen der Letzten Tage (2024). Auch die anthroposophische Christengemeinschaft ist in Berlin mit drei Gemeinden vertreten (2024).

## Islam

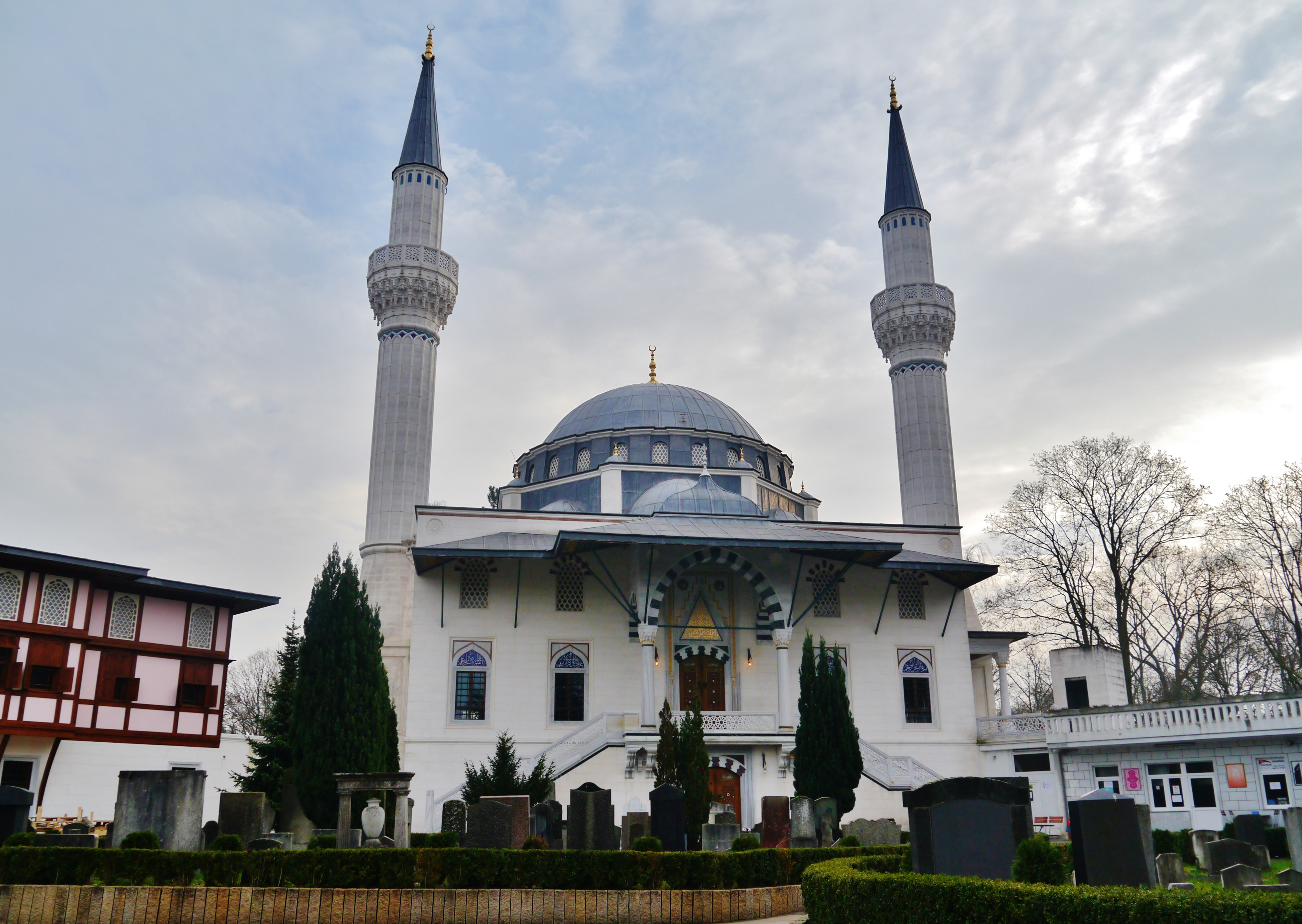
Şehitlik-Moschee

Sieben Moscheebauten und 91 islamische Gebetsräume gab es 2018 in der Stadt. Die älteste noch heute bestehende deutsche Moschee, die Wilmersdorfer Moschee, wurde im Auftrag der Ahmadiyya-Glaubensgemeinschaft 1924 in Berlin erbaut. Die in Neukölln 2005 errichtete Şehitlik-Moschee ist das baulich größte islamische Gotteshaus der Stadt. Mit der Khadija-Moschee wurde 2008 die erste Moschee im ehemaligen Ost-Berlin eröffnet.
Islamischen Glaubensrichtungen wurden 2018 nach Untersuchungen 250.000 bis 300.000 Personen in Berlin zugerechnet, das waren 7–9 % der Bevölkerung. Die fünf mitgliederstärksten islamischen Dachverbände in der Stadt waren im selben Jahr die Islamische Föderation (IFB) mit 17 Gemeinden, die Islamische Gemeinschaft der schiitischen Gemeinden Deutschland (IGS) mit 15, die Türkisch-Islamische Union der Anstalt für Religion (DITIB) mit 14, der Verein islamischer Kulturzentren (VIKZ) mit 8 und der Zentralrat der Muslime (ZMD) mit 7 Moscheegemeinden.
Islamischen Glaubensrichtungen wurden 2024 400.000 Personen in Berlin zugerechnet.
Im Jahr 2006 wurde auf Initiative des Bundesinnenministeriums in Berlin die Deutsche Islamkonferenz etabliert. Ziel der langfristig angelegten Konferenz ist u. a. die sprachliche und gesellschaftliche Integration der muslimischen Bürger Deutschlands. Die überwiegende Mehrheit der islamischen Gemeinden in Berlin nimmt laut einer Umfrage im Jahr 2018 regelmäßig am Tag der offenen Moschee am 3. Oktober teil.

## Judentum

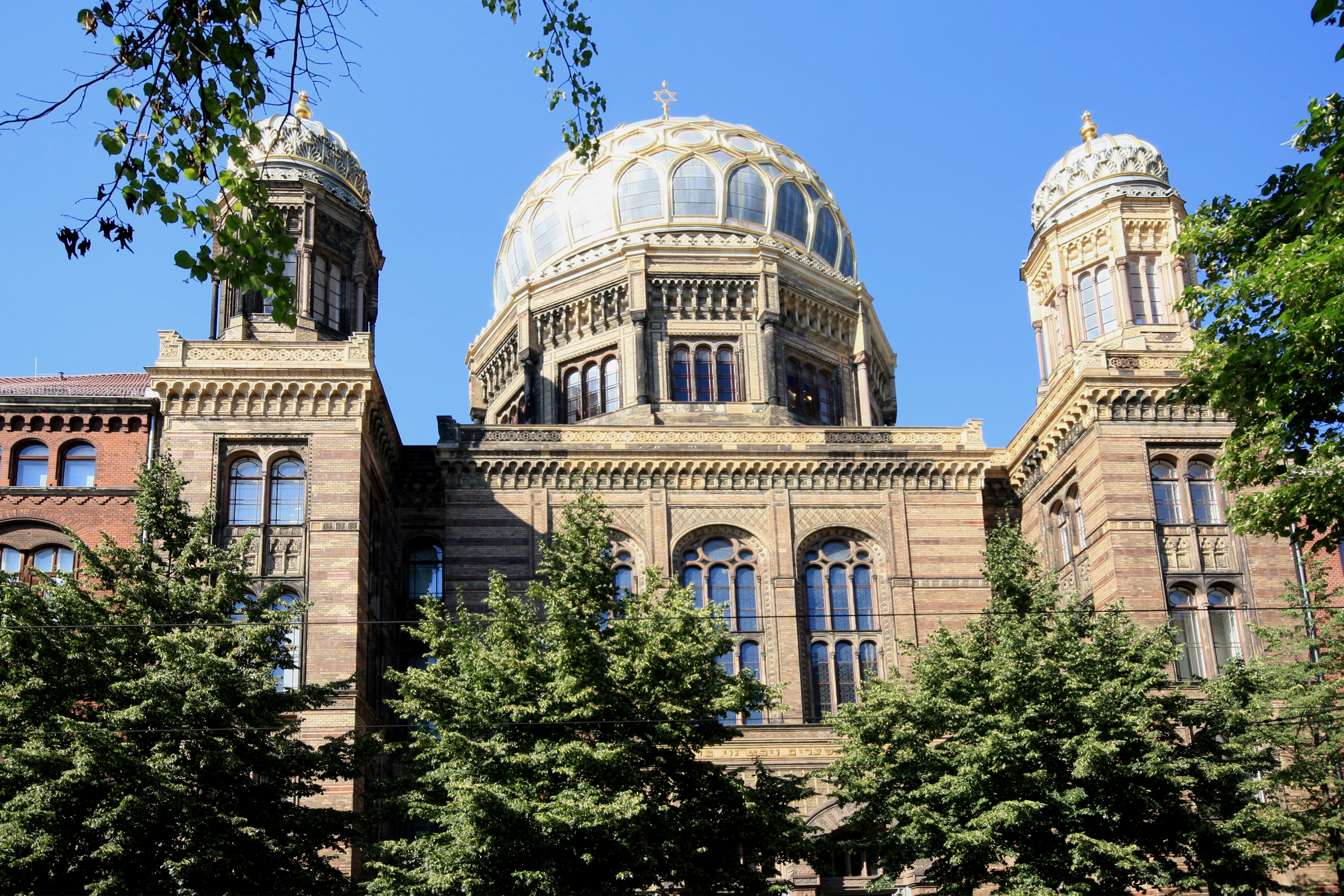
Neue Synagoge

Eine der ersten größeren Synagogenbauten in der Stadt war die 1714 fertiggestellte Alte Synagoge in der Heidereutergasse. Die Neue Synagoge in der Oranienburger Straße in Berlin-Mitte, erbaut im Jahr 1866, bot etwa 3000 Gläubigen Platz und galt zum damaligen Zeitpunkt als einer der größten Synagogenbauten Europas. Im Jahr 2019 befanden sich zwölf Synagogen in der Stadt.
Mit der deutschen Wiedervereinigung im Jahre 1990 fusionierten die beiden jüdischen Gemeinden im östlichen und westlichen Berlin. Berlin ist seit 1999 Sitz des Zentralrats der Juden in Deutschland. Im Jahr 2006 erfolgte der Umzug des Gemeindesitzes in die Oranienburger Straße.
Der jüdischen Gemeinde zu Berlin, der größten Gemeinde jüdischen Glaubens in Deutschland, wurden 2017 etwa 10.000 Mitglieder zugerechnet. Weitere geschätzte 10.000–20.000 jüdische Einwohner leben ebenfalls in Berlin.

## Buddhismus

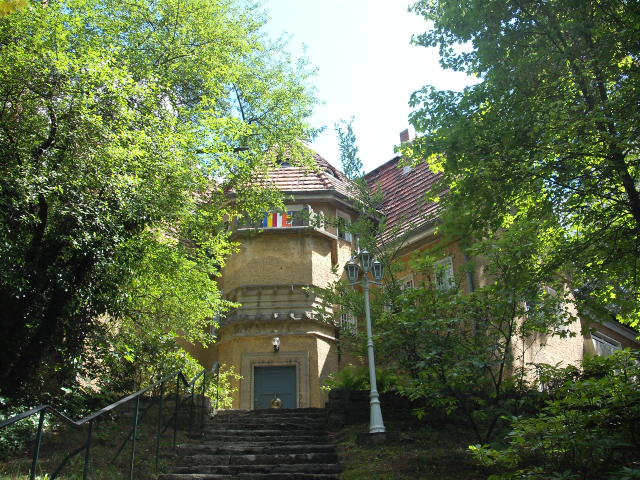
Buddhistisches Haus

Der Buddhismus war im Jahr 2009 mit etwa 6.500 Gläubigen in Berlin vertreten. Es gibt mehrere buddhistische Tempel in Berlin.
- Buddhistisches Haus, Frohnau, Edelhofdamm 54
- Fo-Guang-Shan-Tempel, Gesundbrunnen, Ackerstraße 85–86
- Wat Buddhavihara, Heinersdorf, Malchower Straße 23–25
- Wat Buddharama, Marzahn, Schönagelstraße 24
- Linh Thuu Pagode der buddhistisch-vietnamesischen Gemeinde, Spandau, Heidereuterstraße 30
- Tu An Pagode, Wartenberg, Dorfstraße 28
- Dharma Mati, Rigpa-Zentrum, Westend, Soorstraße 85
- Shaolin-Tempel Deutschland, Wilmersdorf, Bundesallee 215
- Soka Gakkai International – Deutschland, Friedenszentrum in Halensee, Nestorstraße 36[42]

## Hinduismus

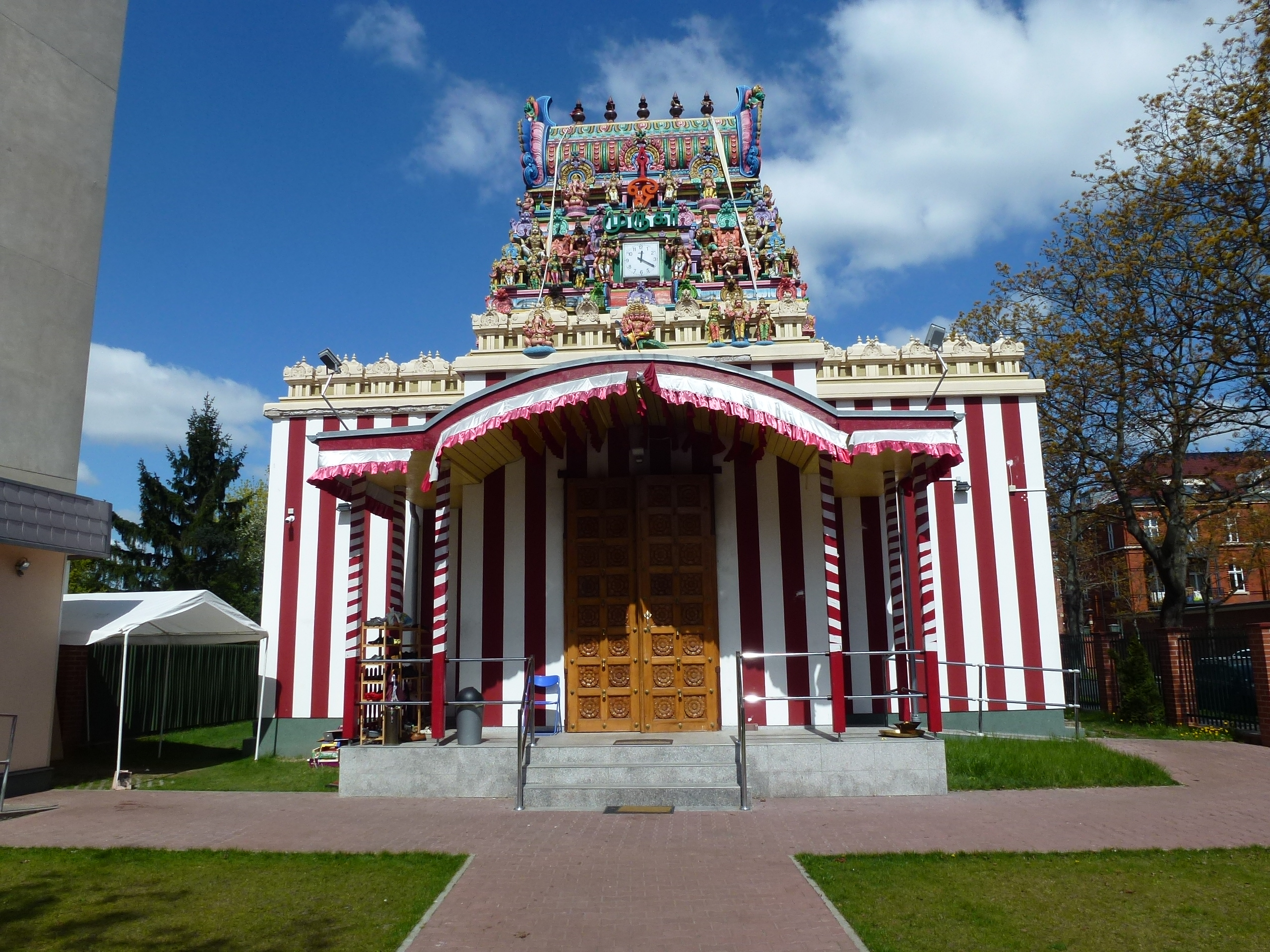
Sri Mayurapathy Murugan Tempel

In Berlin lebten nach Angaben der Tempelbaugemeinschaft im Jahr 2018 etwa 6000 Hindus. Die meisten von ihnen stammen aus Indien, Sri Lanka und Bangladesch. Ein Andachtsraum wurde 1991 im Keller eines Wohnhauses in der Kreuzberger Urbanstraße eingerichtet. Der Sri Mayurapathy Murugan Tempel wurde 2013 in der Blaschkoallee 48 in Britz eingeweiht. Hier finden verschiedene hinduistische Gottesdienste und Feste statt.
2007 wurde der erste Spatenstich für eine weitere 4600 m² große Tempelanlage, den Sri-Ganesha-Hindu-Tempel im Volkspark Hasenheide im Bezirk Neukölln durch den Trägerverein Sri Ganesha Hindu Tempel e. V. ausgeführt.

## Weitere Religionsgemeinschaften
- Bahai, seit 1907 in Berlin[47], Gemeinden gibt es in neun Berliner Bezirken[48]
- Scientology, Sitz in Charlottenburg, Otto-Suhr-Allee 30–34[49]
- Zeugen Jehovas, Sitz von Jehovas Zeugen in Deutschland in Köpenick, Grünauer Straße 104[50]

## Humanistische Vereinigungen
In Berlin sind mehrere humanistische und andere Vereinigungen nichtreligiöser Menschen vertreten. So haben der Humanistische Verband Deutschlands, dessen Berliner Landesverband rund 7.800 Mitglieder im Jahr 2012 zählte und die Humanistische Akademie Deutschland ihren Sitz in Berlin.

## Feiertage
In Berlin gibt es jährlich sechs gesetzliche Feiertage, die durch die christlich geprägten Glaubenstraditionen entstanden sind:
- Karfreitag
- Ostermontag
- Christi Himmelfahrt
- Pfingstmontag
- 1. Weihnachtsfeiertag
- 2. Weihnachtsfeiertag